# Ala al-Din Ali
Ala al-Din Ali (gennaio 1353 – agosto 1380) fu il terzo sultano degli Eretnidi e governò dal 1366 fino alla sua morte, nel 1380.
Ereditò il trono in età molto giovane e fu escluso dalle questioni amministrative. Era descritto come un uomo particolarmente attaccato ai piaceri personali, cosa che in seguito andò a screditare la sua autorità.
Durante il suo governo, gli emiri governati dagli Eretnidi godettero di notevole autonomia e lo stato continuò a perdere territorio man mano che le potenze vicine conquistavano diverse città. La capitale, Kayseri, passò temporaneamente sotto il controllo dei Karamanidi. Kadi Burhan al-Din salì poi al potere come nuovo visir e inviò Ali a guidare diverse campagne, la maggior parte delle quali si rivelarono infruttuose. Ali morì di peste a Kazova, in una spedizione per sottomettere Shadgeldi, l'emiro di Amasya.

## Contesto storico
Il nonno paterno di Ali, Eretna, era un ufficiale di origine uigura, inizialmente al servizio di Chupan e di suo figlio Timurtash. Si trasferì in Anatolia dopo la nomina di Timurtash a governatore ilkhanide del luogo. Dopo lo scioglimento dell'Ilkhanato, uno stato successore dell'Impero mongolo, Eretna si alleò con il sovrano Jalayiride Hasan-e Bozorg, che lasciò Eretna al governo quando Hasan-e Bozorg tornò a est per scontrarsi con i rivali Chupanidi e altri signori mongoli. Nel 1343, Eretna dichiarò l'indipendenza dei suoi domini come sultano. Il suo regno fu descritto come prospero e i suoi sforzi per mantenere l'ordine lo portarono ad essere conosciuto come Köse Peyghamber(lett. "il profeta senza barba"). Eretna morì nel 1352.
Il figlio di Eretna e padre di Ali, Ghiyath al-Din Muhammad I, salì al trono in giovane età e faticò a mantenere la propria autorità sullo stato fondato dal padre. Sebbene inizialmente fosse preferito al fratello maggiore, Jafar, Muhammad fu deposto dai suoi emiri all'inizio del suo regno e fu sostituito dal fratello. Dopo un periodo in esilio, ritornò, riprese il potere e uccise il fratello. Durante il suo regno dovette affrontare ribellioni e perse terre a favore dei signori turcomanni locali, dei Dulqadiridi e degli Ottomani . Dopo aver posto fine alla rivolta del suo ex visir Khoja Ali Shah, ritornò nella capitale, Kayseri, dove i suoi emiri lo assassinarono.

## Biografia
Ali nacque nel gennaio 1353. Fu educato da Abdulmuhsin di Kayseri, un rinomato studioso islamico di quell'epoca. Fu incoronato all'età di 13 anni, in seguito all'assassinio di suo padre, Ghiyath al-Din Muhammad I. Dopo la morte di Muhammad, gli emiri locali ottennero il controllo di gran parte della regione, con Hajji Ibrahim, il figlio dell'ex visir Khoja Ali Shah, a Sivas, lo sceicco Najib a Tokat e Hajji Shadgeldi Pasha ad Amasya . I Karamanidi invasero Niğde e Aksaray e le tribù mongole locali iniziarono a sconvolgere l'ordine pubblico. Ala al-Din Ali era noto per interessarsi esclusivamente al piacere e non aveva le capacità necessarie a consolidare la sua autorità. Era innamorato di un ragazzo mongolo e consumava regolarmente alcol, il che lo portò ad essere largamente ignorato nelle questioni politiche.
Nel 1375, quando Ali era nel mezzo di una festa nel suo hammam a Kayseri, i Karamanidi conquistarono la città con l'aiuto delle tribù mongole di Samargar e Chaykazan, spingendo Ali a fuggire a Sivas o Hafik. Il giudice locale, Kadi Burhan al-Din, cercò di respingere i Karamanidi, nella speranza di poter rivendicare Kayseri per sé stesso. Non ebbe successo, e venne arrestato quando Ali scoprì le sue vere intenzioni. Uzunçarşılı, 1968 I Dulkadiridi presero inoltre il controllo di Pınarbaşı. L'emiro di Sivas, Hajji Ibrahim, che aveva stretto un'alleanza con il leader di Samargar, Hizir Beg, salvò Burhan al-Din e imprigionò Ali al suo posto. Hajji Ibrahim nominò inoltre Hizir Beg come governatore di Kayseri e tenne Ali in isolamento a Sivas. Sebbene Ali fosse stato rilasciato per un breve periodo di tempo, fu nuovamente imprigionato da Hajji Mukbil, che era il mamelucco (schiavo-soldato) del recentemente defunto Hajji Ibrahim. Ali venne liberato da Burhan al-Din nel 1378. Nel giugno dello stesso anno, Burhan al-Din fu nominato visir dagli emiri per prevenire una possibile rivolta dei contadini, scontenti dell'incompetenza di Ali.
Successivamente Kadi Burhan al-Din inviò Ali a guidare diverse campagne militari. Una di queste aveva come obiettivo quello di sottomettere il rivale di Burhan al-Din, Hajji Shadgeldi di Amasya, ma questo tentativo si rivelò inutile e rafforzò ulteriormente l'influenza di Shadgeldi sulla regione. Un'altra spedizione consistette nel tentativo di riconquistare Niğde, ma si rivelò anch'essa in gran parte inutile, fatta eccezione per la cattura di Karahisar. Dopo aver razziato i turcomanni nei pressi di Niğde nel 1379, Ali approfittò della morte di Pir Husayn Beg, l'emiro di Erzincan, e lanciò una campagna per riconquistare la città, che si rivelò anch'essa infruttuosa. Ala al-Din Ali morì di peste a Kazova, nell'agosto del 1380 durante un altro tentativo di sconfiggere Shadgeldi. Il suo corpo venne trasferito a Tokat e poi a Kayseri. Fu sepolto a Köşkmedrese, accanto al padre e al nonno.

## Vita privata
L'unico figlio conosciuto di Ali era Muhammad II Chelebi, che aveva 7 anni quando suo padre morì. Lo Stato passò sotto il controllo di un reggente a causa della giovane età dell'erede. Gli emiri, tra cui Shadgeldi e Kadi Burhan al-Din, si scontrarono per diventare reggenti, e quest'ultimo ne uscì vincitore. Burhan al-Din inizialmente tenne Muhammad II Chelebi accanto a lui al diwan, ma, nel gennaio 1381, smise del tutto di coinvolgere Muhammad in tali questioni. Il destino di Muhammad non è noto con precisione. Secondo gli storici del XIV-XV secolo, Ibn Khaldun e Ibn Hajar al-Asqalani, Kadi Burhan al-Din uccise Muhammad.
Khuvand Islamshah Khatun era o la madre o la consorte di Ali. Appare nei documenti come una persona nobile e influente presso la corte degli Eretnidi, dove ordinò una copia dell'opera di storia ilkhanide Tavarikh-i Jahangusha-yi Ghazani . La possibilità che fosse la consorte di Ali è supportata da un riferimento a lui come persona della massima autorità, come Shahzada-yi Jahan, insieme a lei, come Khuvandegar Khatun, e dall'osservazione "possa il loro dominio vivere e la loro maestà essere eterna". In Tavarikh-i Jahangusha-yi Ghazani, è stata inoltre descritta come "la Bilqis dell'età e del tempo", " Banu dell'Iran-zamin del tempo" e "orgoglio dell'illustre famiglia (urugh) di Chingiz Khan ".